# Стиліян Чилингиров
Чилингиров Стиліян Хаджидобрев (1881—1962) — болгарський письменник та етнограф, політичний та громадський діяч початку ХХ століття. Був одним із засновників Спілки болгарських письменників у 1923 році та її головою (1941—1944).

## Життєпис
Закінчив початкову та педагогічну школу у рідному місті Шумен, працюючи шевцем та учнем книгарні. Вчителював в селі Мечка Русенської області та селі Султанці (Султанлар) Варненської області.
Був головою Студентського клубу (1904), серед ініціаторів будівництва Студентського гуртожитку в Софії. Закінчив педагогіку в Софійському університеті (1904) і був призначений бібліотекарем Національної бібліотеки в Софії. Спеціалізувався (1905—1907) у Берліні та Лейпцигу з історії літератури та естетики завдяки професору Івану Шишманову.
Працював в адміністрації журналу «Звездиця». Іван Шишманов призначив його коректором журналу «Шкільний огляд». Був викладачем німецької та болгарської мов у Другій чоловічій середній школі в столиці.
Під час Балканських війн був начальником тилового транспорту та військовим кореспондентом у штабі Другої болгарської армії.
Був головним редактором газети «Болгарія» (1911—1913) та журналу «Бразда» (1914—1915).
Був заступником директора (1916—1919) і директором (1919—1922) Національної бібліотеки «Св. Кирила та Мефодія» у Софії. З 1923 р. — директор Національного етнографічного музею (нині Етнографічний інститут з музеєм).
Після 9 вересня 1944 року його творчість була оголошена «посередньою і без значних літературних досягнень», після чого була вилучена з навчальної програми.
У 1955 році він пішов з громадського життя після серцевого нападу. Помер у Софії 23 листопада 1962 року.